# 15. Deutscher Bundestag
Der 15. Deutsche Bundestag bestand zwischen dem 17. Oktober 2002 und dem 18. Oktober 2005. Der 15. Bundestag konstituierte sich durch die Bundestagswahl 2002, die am 22. September 2002 stattfand.
Alterspräsident war Otto Schily von der SPD (Bundesminister des Innern).
Insgesamt tagte der 15. Deutsche Bundestag in 187 Sitzungen, wobei die letzte Sitzung am 28. September 2005 stattfand. Nach dem negativen Ausgang der Vertrauensfrage vom 1. Juli 2005 kam es zu vorgezogenen Neuwahlen für den 16. Deutschen Bundestag.
Am 22. Oktober 2002 wählte der 15. Bundestag Gerhard Schröder mit 305 Ja-Stimmen, 292 Nein-Stimmen und 2 Enthaltungen im ersten Wahlgang erneut zum Bundeskanzler (siehe Kabinett Schröder II).

## Mitglieder des Bundestages
Der 15. Bundestag hatte zu Beginn der Legislaturperiode insgesamt 603 Abgeordnete, am Ende dieser noch 601 Abgeordnete. Den höchsten Sitzanteil hatte die SPD mit 251 Sitzen (am Ende 249), worauf die CDU/CSU mit 248 Sitzen (am Ende 247) folgte. Zudem waren im 15. Bundestag noch die FDP (47 Sitze) und Bündnis 90/Die Grünen (55 Sitze) vertreten. Die PDS Politikerinnen Gesine Lötzsch und Petra Pau waren durch Direktmandate als fraktionslose Abgeordnete vertreten. Durch Austritte von Abgeordneten gab es zeitweise insgesamt drei fraktionslose Abgeordnete.

## Präsidium des Bundestages
Wolfgang Thierse wurde in der ersten Sitzung mit 357 Stimmen Ja-Stimmen, 219 Nein-Stimmen und 20 Enthaltungen erneut zum Bundestagspräsidenten gewählt. Als Vizepräsidenten fungierten Susanne Kastner (SPD), Norbert Lammert (CDU), Hermann Otto Solms (FDP) und Antje Vollmer (Bündnis 90/Die Grünen).

## Arbeit

### Gesetze
Insgesamt kam es zur Einbringung von 643 Gesetzesinitiativen in den Bundestag, wovon sich 320 auf Regierungsvorlagen, 112 auf Initiativen des Bundesrates und 211 auf Initiativen des Bundestages verteilen. Insgesamt wurden 400 Gesetze während der 15. Legislaturperiode vom Bundestag verabschiedet und 385 Gesetze verkündet.
Die wichtigste Unternehmung des 15. Deutschen Bundestages war die Agenda 2010, die weitreichende Reformen des Sozialsystems und Arbeitsmarktes vornahm und deutliche Kritik nach sich zog. Unter den Gesetzen in diesem Vorhaben befanden sich Hartz III (ab Januar 2004) und Hartz IV (ab Januar 2005) mit denen es zum Umbau des Bundesamts für Arbeit zur Bundesagentur für Arbeit und zur Einrichtung des Arbeitslosengeld II kam. Die vorhergehenden Gesetze Hartz I und Hartz II, die am 1. Januar 2003 in Kraft traten, regelten Minijobs sowie das Konzept der Ich-AG.
Am 12. Mai 2005 nahm der Bundestag in der 175. Sitzung den Vertrag über eine Verfassung für Europa mit 95,8 % an. Mit dem „Gesetz über die Offenlegung der Vorstandsvergütungen“ vom 3. August 2005 wurde die Veröffentlichung der Vorstandsvergütungen von börsennotierten Aktiengesellschaften im Vergütungsregister Pflicht. Am 1. Juli 2004 wird das Zuwanderungsgesetz verabschiedet, nachdem es schon 2002 verabschiedet wurde, wobei damals jedoch die Bundesratabstimmung vom Bundesverfassungsgericht für ungültig erklärt wurde. 2003 scheiterte das Gesetz in der Abstimmung im Bundesrat und wurde daraufhin überarbeitet und 2004 beschlossen. Das Gesetz regelt die Einwanderung in die Bundesrepublik Deutschland neu. Durch das GKV-Modernisierungsgesetz vom 14. November 2003 wird die Praxisgebühr eingeführt, welche im Jahr 2012 abgeschafft wurde und seit dem 1. Januar 2013 nicht mehr existiert. Am 18. Juni 2004 wurde das „Gesetz zur Einführung der nachträglichen Sicherungsverwahrung“ im Bundestag beschlossen, welches die nachträgliche Sicherungsverwahrung einführte und 2011 durch das Bundesverfassungsgericht für verfassungswidrig erklärt wurde.

### Ausschüsse
Der 15. Bundestag hatte 21 ständige Ausschüsse. Insgesamt tagten diese in 1841 Sitzungen, davon waren 1562 Ausschusssitzungen und 279 Unterausschusssitzungen.

## Parlamentarische Kontrolle

### Anfragen, Aktuelle Stunden und Befragungen
Insgesamt kam es während des 15. Bundestag zu 65 großen Anfragen und 797 kleinen Anfragen. Zudem gab es 71 aktuelle Stunden und 42 Befragungen der Bundesregierung.

### Untersuchungsausschüsse
Während der Legislaturperiode des 15. Bundestages kam es zu zwei Untersuchungsausschüssen.

#### 1. Untersuchungsausschuss
Am 20. Dezember 2002 wurde der 1. Untersuchungsausschuss eingesetzt, der auch als „Wahlbetrug-Untersuchungsausschuss“ bezeichnet wird. Zwischen dem 20. Dezember 2002 und dem 3. Juli 2003 fanden 32 Sitzungen statt, um zu klären, „ob und in welchem Umfange Mitglieder der Bundesregierung, insbesondere Bundeskanzler Gerhard Schröder, Bundesfinanzminister Hans Eichel, Bundesministerin Ulla Schmidt sowie der damalige Arbeits- und Sozialminister Walter Riester, und Parlamentarische Staatssekretäre im Jahr 2002 Bundestag und Öffentlichkeit hinsichtlich der Situation des Bundeshaushaltes, der Finanzlage der gesetzlichen Kranken- und Rentenversicherung sowie der Einhaltung der Stabilitätskriterien des EG-Vertrages und des europäischen Stabilitäts- und Wachstumspakts durch den Bund vor der Bundestagswahl am 22. September 2002 falsch oder unvollständig informiert haben“.
Der Ausschuss bestand aus fünf Abgeordneten der SPD (Klaus Uwe Benneter, Frank Hofmann, Christine Lambrecht, Ortwin Runde, Dieter Wiefelspütz), vier Abgeordneten der CDU/CSU (Peter Altmaier, Hans-Peter Friedrich, Hans-Joachim Fuchtel, Jürgen Gehb) und jeweils einem Abgeordneten der FDP (Hans-Joachim Otto) und des Bündnis 90/Die Grünen (Jerzy Montag). Vorsitzender war Klaus Uwe Benneter.
Der Abschlussbericht des Untersuchungsausschusses ist 288 Seiten lang und wurde am 24. November 2003 veröffentlicht.

#### 2. Untersuchungsausschuss
Der 2. Untersuchungsausschuss wurde am 17. Dezember 2004 eingesetzt, er trug die Bezeichnung „Sicherheitsrisiko Visapolitik“. Dabei ging es um die Ursachen des Missbrauchs bei der Vergabe von Visa im Zusammenhang mit der Visa-Affäre. Zwischen dem 17. Dezember 2004 und dem 30. August 2005 fanden 32 Sitzungen statt.
Der Ausschuss bestand aus sechs Abgeordneten der SPD (Sebastian Edathy, Michael Hartmann, Monika Heubaum, Bärbel Kofler, Volker Neumann, Olaf Scholz), fünf Abgeordneten der CDU/CSU (Clemens Binninger, Jürgen Gehb, Reinhard Grindel, Michaela Noll, Hans-Peter Uhl) und jeweils einem Abgeordneten der FDP (Hellmut Königshaus) des Bündnis 90/Die Grünen (Jerzy Montag). Vorsitzender war Hans-Peter Uhl. Eckart von Klaeden ersetzte ab 25. Januar 2005 Jürgen Gehb, zwischen dem 27. April und 10. Mai 2005 übernahm Swen Schulz die Aufgaben von Sebastian Edathy und ab dem 14. Juli wurde Monika Heubaum durch Barbara Wittig ersetzt.
Der Abschlussbericht des Untersuchungsausschusses ist 488 Seiten lang und wurde am 30. August 2005 veröffentlicht.

## Sondersitzungen
Während der 15. Wahlperiode kam es auf Antrag der Fraktionen von SPD und Bündnis 90/Die Grünen zu einer Sondersitzung, dabei handelte es sich um die 187. Sitzung am 28. September 2005.
In der 187. Sitzung ging es um die „Fortsetzung der Beteiligung bewaffneter deutscher Streitkräfte an dem Einsatz einer Internationalen Sicherheitsunterstützungstruppe in Afghanistan unter Führung der NATO“.